# Anglophilie

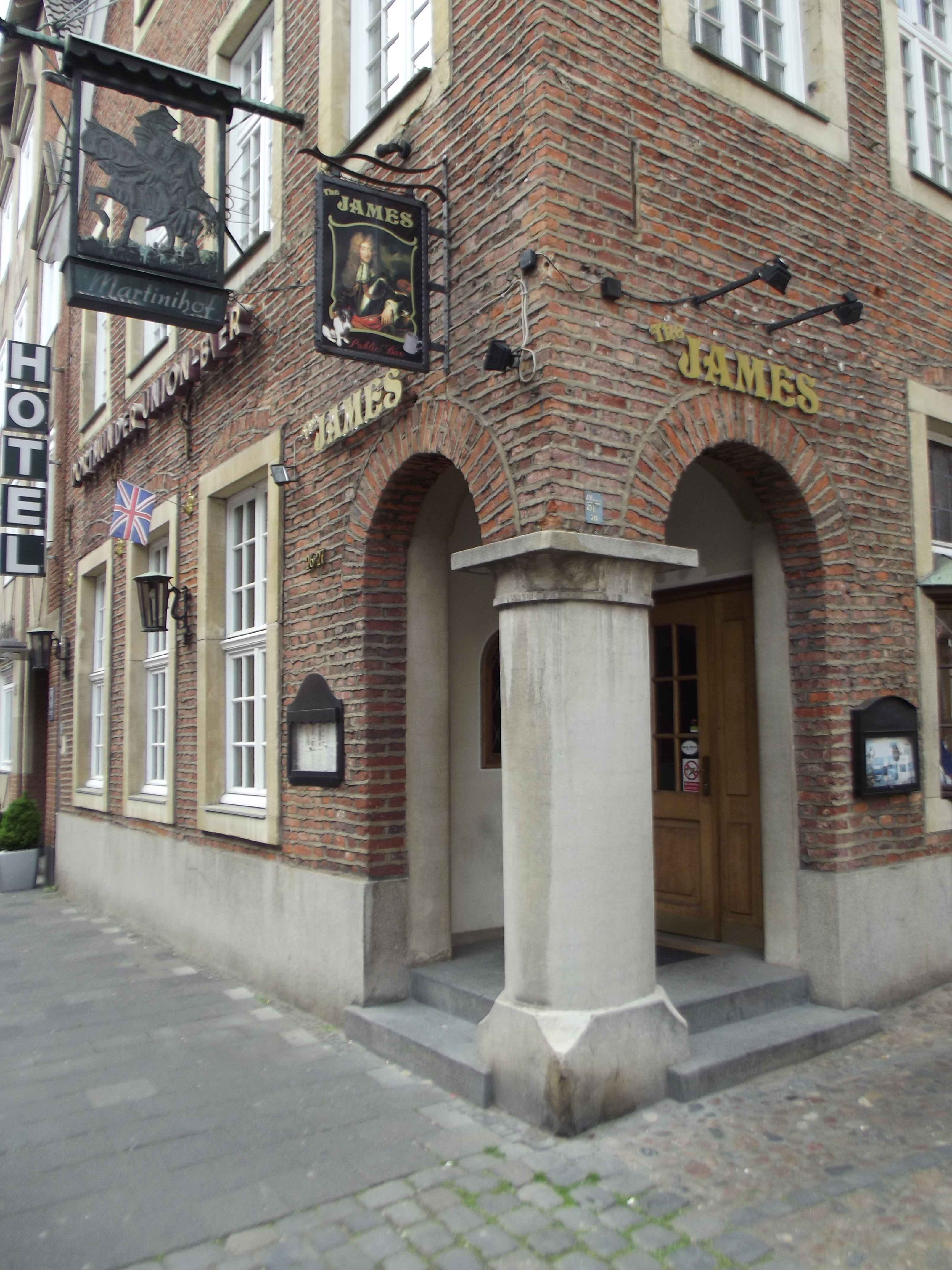
Un restaurant anglophile en Allemagne

L'anglophilie désigne, chez une personne étrangère à la nation anglaise, son goût prononcé pour les aspects culturels et civilisationnels développés par ce pays, ainsi que leur rayonnement. Les personnes concernées sont qualifiées d'« anglophiles ». Son terme opposé est l'anglophobie.
Nombre de militants québécois considèrent que l'invasion du français de France par le vocabulaire anglais provient d'une anglophilie ou d'une américanophilie.
À l'heure actuelle, l'anglophilie se manifeste de façon ponctuelle mais néanmoins réelle par un intérêt particulier à l'égard de la culture britannique et notamment pour son rayonnement musical (influence de la scène rock britannique par exemple).

## En Europe

### En France
À diverses époques, il y eut un goût de l'Angleterre et de ce qui en venait ou était supposé en venir, dans certains milieux, en alternance et parfois en concurrence avec une indifférence ou une anglophobie[réf. nécessaire].
Les premières manifestations d'anglophilie en France remontent aux guerres de religion. Mais c'est au XVIIe siècle siècle qu'un intérêt notable pour l'Angleterre émerge, bien qu'elle demeure largement méconnue des élites françaises, en témoigne l'ignorance du théâtre de Shakespeare. Ce n'est qu'à la fin du siècle qu'un véritable intérêt pour la culture anglaise se développe, illustré par l'engouement de Jean de la Fontaine. Une petite communauté d'exilés politiques contribue également à cette acclimatation culturelle, parmi lesquels Saint-Évremond, poète qui devait finir sa vie à Londres[réf. nécessaire].
Au cours du XVIIIe siècle, les philosophes des Lumières français les plus progressistes firent preuve d'une anglophilie certaine en mettant en avant le libéralisme politique, social, intellectuel et économique britannique. La montée en puissance de l'Angleterre au XVIIe siècle, notamment grâce à sa marine et ses réformes financières, contribue à cet engouement. C'est un fait bien établi que les Anglais se sont affirmés comme les maîtres à penser de l'Europe au tournant des XVIIe et XVIIIe siècles. C'est avec Locke et Newton, en Angleterre, que sont nées les idées nouvelles qui, en amorçant une crise de la conscience européenne, allaient raviver les modes de pensée des esprits les plus brillants et les plus enclins au changement.On peut dater l'essor de cette anglophilie nouvelle avec la parution des Lettres philosophiques de Voltaire, où l'admiration prend un caractère pensé et engagé. Lors de son séjour sur l’ile  (1726-1728), l'auteur se familiarise rapidement avec la langue et la culture anglaises et manifeste un vif intérêt pour ce pays. Il y compare la France et l'Angleterre, soulignant la reconnaissance des hommes de lettres anglais, souvent impliqués dans les affaires politiques, tels que Joseph Addison, George Lyttelton et Edmund Burke. Enfin, dans le Discours aux Welches, inspiré par la société anglaise, l'auteur exprime ses idées philosophiques et son admiration pour les institutions anglaises, montrant l'influence profonde de son séjour sur sa pensée[réf. nécessaire].
L'époque de la Régence favorise les échanges culturels entre la France et l'Angleterre. De nombreuses œuvres anglaises sont traduites en français, contribuant à la diffusion de la culture anglaise. Des écrivains et penseurs comme Montesquieu, influencés par des figures telles que Bolingbroke, étudient et admirent le modèle anglais. Montesquieu, invité en Angleterre, développe sa théorie de la séparation des pouvoirs en observant le Parlement anglais. Les traductions et les descriptions de la culture anglaise se multiplient, avec des œuvres comme Les voyages de Gulliver rapidement publiées en France. Parallèlement, des écrivains comme l'abbé Prévost et Marivaux adaptent des styles littéraires anglais pour le public français[réf. nécessaire].
Dans les années 1740, la littérature anglaise, notamment le roman moderne avec des auteurs comme Richardson, Smollett, Fielding, et Sterne, connaît un succès phénoménal en France. Cette période voit l'émergence de l'anglomanie, une fascination parfois critiquée pour la culture anglaise. Le terme "anglomanie" devient une étiquette insultante utilisée par les ennemis des anglophiles, comme illustré dans Préservatif contre l'Anglomanie de Louis-Charles Fougeret de Monbron (1757). Cette fascination se manifeste dans des modes jugées comme superficielles, comme le rapporte Grimm dans la Correspondance littéraire de 1786, critiquant un goût affecté pour les costumes, clubs, et autres faits culturels anglais tels que les courses de chevaux, le punch et le whist. Ainsi, les vêtements anglais, plus simples et fonctionnels, comme la redingote sombre, remplacent les robes à panier, reflétant un nouveau mode de pensée et une esthétique égalitaire qui rapproche les élites. Louis Sébastien Mercier distingue ainsi l'anglomanie, une mode, de l'anglophilie, un modèle. À la fin de l'Ancien Régime, les clubs favorisent une démocratisation de la sociabilité, éloignant des salons élitistes et restrictifs regrettés par Grimm. L'anglomanie décline avec la Révolution française, bien que le cosmopolitisme et l'adoption de systèmes extérieurs continuent d'influencer. Au début de la Révolution, l'anglophilie persiste, ainsi chez les monarchiens où Mounier, est un représentant cette influence avant de décliner et devenir un phénomène minoritaire et isolé notamment chez des figures comme Madame de Staël[réf. nécessaire].
Dans la seconde moitié du XIXe siècle, une nouvelle vague d'anglophilie se manifeste au sein l'aristocratie, la haute bourgeoisie et dans certains milieux intellectuels français, qui évolua même vers une forme d'anglomanie à la fin du siècle, avec l'adoption de mots anglais restés dans la langue pour certains, et l'adjonction de l'expression « à l'anglaise » ou « anglais(e) » pour désigner des pratiques et objets assurément ou supposément britanniques, un exemple marquant étant l'« assiette anglaise », en réalité une spécialité française jusque-là dénommée « assiette assortie ».
Dans les années 1960 et au début des années 1970, une anglophilie doublée d'une américanophilie se répandit, qui touchait essentiellement les jeunes générations, adolescents et jeunes adultes, pour qui la « vraie chose » en mode vestimentaire, en musique, en littérature venait obligatoirement d'outre-Manche ou d'outre-Atlantique.